# Комсомольский сквер (Могилёв)
Комсомольский сквер располагается в центре Могилёва, на улице Лепешинского. Площадь — 0,87 га. Заложен комсомольцами города в 1932 г. на месте Шкловского базара. Назван в 1935 г. В 1985 г. реконструирован по проекту архитектора А. Мельникова.

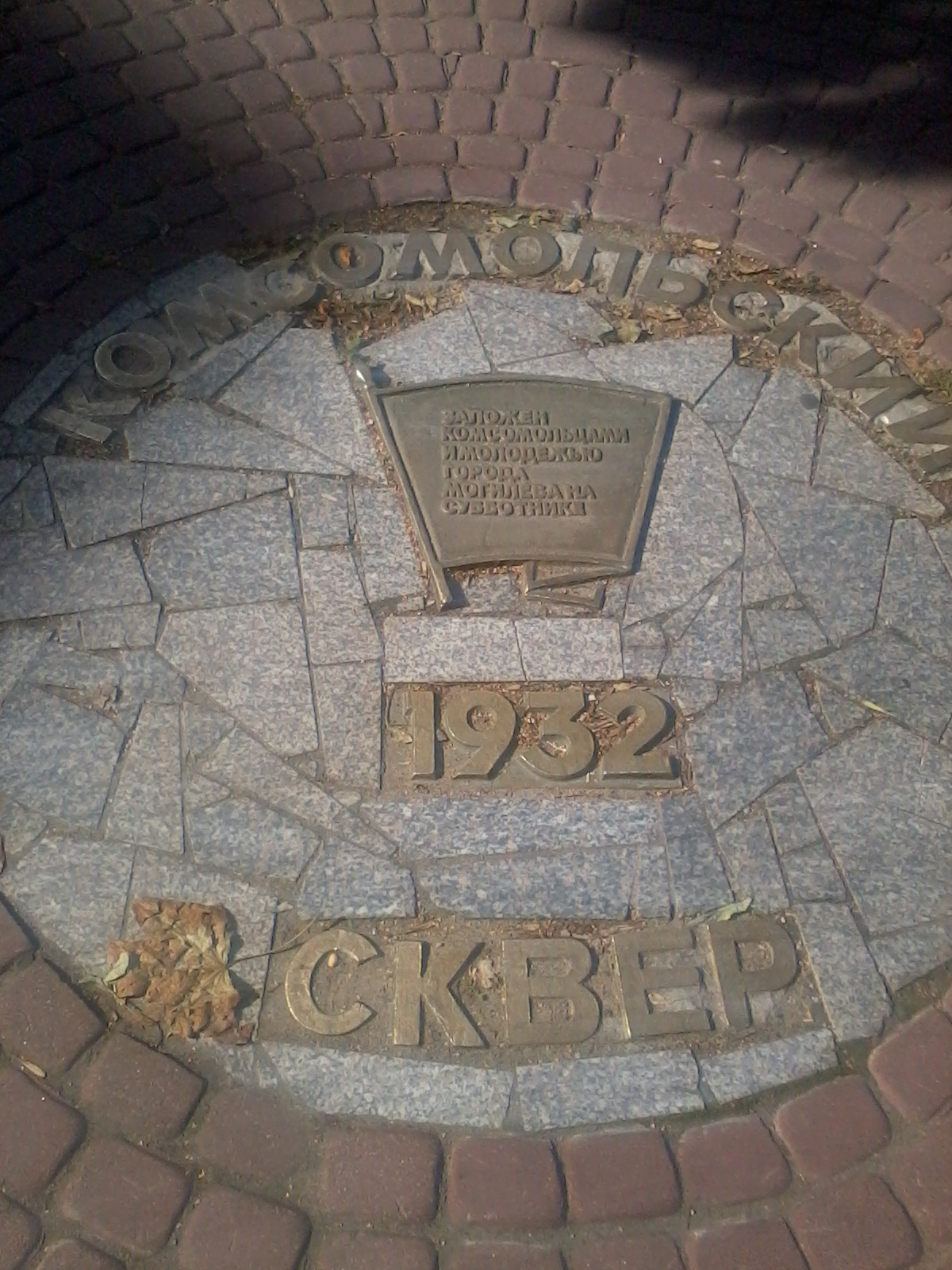
Сквер «40-летия Победы»

5 сентября 2007 г. в честь празднования пятилетнего юбилея Белорусского республиканского союза молодежи на территории сквера был открыт памятный знак «Звезда БРСМ».